# Alessio Di Giovanni
Alessio Di Giovanni (Cianciana, 11 ottobre 1872 – Palermo, 6 dicembre 1946) è stato un poeta e drammaturgo italiano.
Buona parte della sua produzione è in siciliano.

## Biografia

### L'infanzia a Cianciana
Alessio Di Giovanni nacque a Cianciana, in provincia di Agrigento, l'11 ottobre 1872, alle ore 18, secondo figlio di Gaetano (1837?-1912), proprietario di miniere di zolfo, e Filippina Guida (1837?-1903). Al battesimo, celebrato il 12 ottobre, gli vennero imposti i nomi di Alessio Francesco. Il padre, che accomunò alla professione di notaio l'attività di studioso di storia locale e del folklore isolano, esercitò le prime decisive influenze sul figlio, il quale trascorse felicemente in campagna la sua infanzia. Il padre, in quegli anni, venne eletto sindaco di Cianciana per tre mandati consecutivi, dal 1876 al 1884. Alessio passò quindi la sua infanzia nel piccolo comune agrigentino, frequentandovi, dal 1878 al 1884, le scuole elementari.

### Il trasferimento a Palermo
Nell'ottobre del 1884, terminate le scuole elementari, Di Giovanni e la propria famiglia si trasferirono a Palermo, dove il padre lo avviò alla carriera ecclesiastica sotto la guida di mons. Gioacchino Di Marzo, alla Cappella Palatina.
Dopo il trasferimento, le condizioni economiche della famiglia cominciarono a declinare, fino a condizioni prossime alla miseria. Di Giovanni parlò, a questo punto, di un suo “calvario”, di un cammino, “doloroso” e tenace, percorso “in silenzio e, per molti anni, senza un conforto”, nel campo della sperimentazione artistica e della formazione letteraria dove fu, per usare sempre le sue parole, “autodidatta e autocritico incontentabile fino alla ferocia”.
Al 1889, all'età di 16 anni, risalgono le prime pubblicazioni di Alessio Di Giovanni con l'articolo Per un poeta popolare, su Illustrazione popolare di Milano del 15 febbraio; la recensione Storia di una donna, su Cronaca siciliana di Terranova di Sicilia (oggi Gela) del 1º aprile; e l'articolo Na dumanna a Turiddu Mamu, su La Patria del 15 settembre.
Nel 1892, dopo circa otto anni trascorsi alla Cappella Palatina, non sentendosi affatto chiamato al ministero sacerdotale, Alessio Di Giovanni abbandonò gli studi e si dedicò al giornalismo.
Nacque in quel periodo la grande amicizia col pittore toscano Garibaldo Cepparelli. Nello stesso anno si tenne l'Esposizione Nazionale di Palermo, dove Di Giovanni rimase colpito dai paesaggi toscani di Niccolò Cannicci e si propose così di “rendere la vita della campagna siciliana con quella verità grezza, eppure così densa di tanta squisita poesia”. Sul quotidiano L'Amico del popolo comparve una serie di articoli di critica d'arte, intitolati L'arte all'Esposizione (7 gennaio, I quadri di Francesco Lo Jacono all'Esposizione; 24 gennaio, Ettore De Maria Bergler; 1º febbraio, Luigi Di Giovanni; 9 febbraio, Calcedonio Reina; 21 febbraio, Il trittico di Luigi Di Giovanni; 6 marzo, Michele Cortegiani). In luglio pubblicò nel ‘Corriere di Palermo’ la novella Per la lampada della Madonna.

### Il matrimonio e la maturità
Nel 1893, alla soglia della povertà, Alessio, con la madre, ritornò a Cianciana, mentre il padre si recò nella città siracusana di Noto, dove iniziò a fare il notaio. A inizio ottobre Alessio Di Giovanni sostenne gli esami di maturità presso il Liceo Ginnasio di Modica, superando le prove di italiano, latino e greco, ma non quelle di storia, matematica e storia naturale.
Nel 1894, fino ad agosto, visse a Cianciana con la madre e le sorelle Crocifissa e Rosa. L'anno seguente, l'8 giugno, sposò a Noto Caterina Leonardi, figlia di Lorenzo e di Eluisa La Rosa. Dal matrimonio nacquero sette figli: Rosalia (1896), Gaetano (1906), Lorenzo (1909), Vincenzo Francesco (1913), Corrado (1916), Giovanni e Fina.
Sempre al 1895 risale la composizione dei primi sonetti del poema Nfernu veru, sulla vita degli zolfatari, opera che rimarrà incompiuta.
Ai suoi frequenti soggiorni campestri risalgono anche le sue prime liriche in siciliano che l'editore Francesco Montes di Girgenti pubblicò nel gennaio 1896 col titolo di Maju sicilianu (suddiviso in tre sezioni: Amuri rustícanu, dedicata a Garibaldo Cepparelli; Vuci di li cosi, dedicata a Francesco Lo Jacono; Tipi e sceni paisani, dedicata a Luigi Di Giovanni).
Nel 1899 sul settimanale messinese Il Marchesino del 5 febbraio uscirono Dalle zolfare di Girgenti e tre liriche, tratte dall'opera inedita Nfernu veru e dedicate all'amico Alessio Valore (La vista di la surfara, Lu sciuri di li surfara, La surfara di notti). A luglio l'editore napoletano Chiurazzi, in un opuscolo di otto pagine, preannunciò la prossima pubblicazione del poema Nfernu veru: sonetti di li surfari (l'opuscolo contiene i sonetti Patriuttisimu surfarariscu, Vennu, Scìnninu a la pirrera).

### L'apice del successo e i lutti
L'ingresso nel nuovo secolo segnò per Di Giovanni una fase molto intensa, in cui si alternarono periodi rosei, grazie ai successi in campo letterario, e periodi bui a causa dei lutti sia in famiglia che tra gli amici.
Il 15 aprile del 1903, alle ore 18.30, morì la madre, Filippa Guida. L'anno seguente Di Giovanni decise di abbandonare la vita campestre e si recò a Palermo dove in breve tempo ottenne l'incarico per l'insegnamento di lingua italiana nelle classi aggiunte della R. Scuola Tecnica Gagini.
Nel 1906, a gennaio, morì lo zio Vicario, fratello del padre, figura molto importante nella formazione e nella vita del poeta. A partire da questo periodo si intensificò la sua attività di scrittore.
Nell'aprile del 1908, durante le vacanze pasquali, dopo quattro anni di lavori preparatori, compose il dramma in tre atti Scunciuru che piacque molto a Giovanni Verga ed ebbe un grande successo soprattutto all'estero, ma non fu apprezzato in Italia. La sera del 7 dicembre Scunciuru venne rappresentato per la prima volta al Broadway Theatre di New York dalla Compagnia drammatica siciliana di Domenico Aguglia.
Nel 1911 il Corriere di Sicilia pubblicò due lunghe poesie (il 12 febbraio, La seggia cu li vrazza; l'11 aprile, Vènnari di marzu), una serie di articoli sul felibrismo (il 20 febbraio, Una visita del Daudet a Mistral; il 6 marzo, Valère Bernard, il poeta dei poveri; 12 marzo, Giuseppe Roumanille il padre del Felibrige; il 26 marzo, Un ricordo d'infanzia del Roumanille; l'11 maggio, I nostri articoli sul Felibrige, con lettere di Mistral, Bernard, Bourrilly ed altri), una traduzione (L'urfaneddi, traduzione da Valère Bernard; il 20 marzo) e una serie di brevi racconti (La Comunione dei Santi, I fabbri, Dove, voglio morire). Il 4 giugno, nella seduta concistoriale tenutasi a Montpellier, venne nominato all'unanimità socio dei Félibrige, su proposta di Federico Mistral. Tale nomina lo rese immensamente felice ed egli ne avrebbe portato vanto per tutta la vita.
La sera dell'8 novembre del 1911, il dramma Gabrieli lu carusu venne rappresentato per la prima volta al Teatro Olympia di Palermo dalla Compagnia drammatica siciliana di Tommaso Marcellini.
Il 19 luglio del 1912 morì il padre Gaetano, al quale Il solco, periodico palermitano con cui Di Giovanni collaborava, dedicò il fascicolo del 15 agosto.
Il 25 marzo del 1914 morì Federico Mistral, figura chiave per Di Giovanni dall'inizio del XX secolo. Sul quotidiano L'Ora del 30 marzo Di Giovanni pubblicò l'articolo Federico Mistral nell'intimità e il 21 maggio tenne una conferenza al Circolo di Cultura di Palermo per commemorare lo scrittore francese a lui molto caro. Il vuoto dato dalla perdita delle figure guida della sua formazione lo allontanò dalla scena letteraria.
Vi si riaffacciò, anche se per poco, solo nel 1920, per iniziativa della Società Siciliana per la Storia della Patria, tenendo una conferenza su L'arte di Giovanni Verga pubblicata lo stesso anno da Remo Sandron.
Nel 1927 effettuò uno dei suoi pochi viaggi fuori dalla Sicilia per recarsi in Toscana, dove visitò l'amico Luigi Russo a Gavinana.

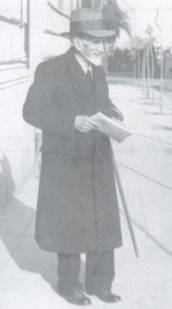
Di Giovanni nella vecchiaia.

### Gli ultimi anni e la morte
Nel 1937 Benito Mussolini, in visita in Sicilia, promise la fine del latifondo e il riscatto dei contadini dalla povertà, riuscendo a convincere anche Alessio Di Giovanni che credette nel progetto.

Nel 1938 il diabete e l'indebolimento delle capacità visive costrinsero Di Giovanni a rallentare la sua attività letteraria. Egli si sentiva vicino alla fine e ripeté le parole di padre Mansueto, un suo personaggio: 
Nel 1942, per l'infuriare della guerra, Di Giovanni lasciò Palermo e si rifugiò per un paio d'anni a Nicotera, presso il figlio Gaetano. Due anni dopo decise di spostarsi dal figlio Lorenzo a Ronciglione. Finita la guerra, rientrò a Palermo, dopo un viaggio di quattro giorni e quattro notti su un carro bestiame. Trovò la casa saccheggiata dagli Alleati e buona parte dei suoi libri dispersi.
Il 6 dicembre del 1946 morì a Palermo, dove riposano ancora le sue spoglie. Alla sua morte lasciò molte opere incompiute e inedite, che giacciono presso la biblioteca comunale di Palermo, la quale conserva quasi per intero le sue carte.

### Onori postumi
La critica non gli è stata avara di apprezzamenti favorevoli. Dopo la morte la rivista Galleria gli dedicò un numero speciale, dove spiccarono gli autorevoli nomi di Luigi Russo e di Pier Paolo Pasolini. Nella ricorrenza del primo centenario della nascita (1972), in una piazza di Cianciana, oggi a lui dedicata, fu eretto un busto bronzeo in suo onore. L'asteroide 17435 di Giovanni, scoperto nel 1989, è stato chiamato così in onore di Alessio Di Giovanni.

## La poetica

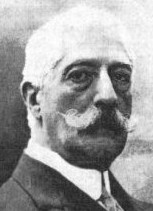
Giovanni Verga.

Gli scenari descritti da Di Giovanni nelle sue opere rispecchiano il territorio e la popolazione ciancianese di fine Ottocento e inizio Novecento.
Il quadro sociale della Sicilia di fine Ottocento si componeva di due mondi diversi: il latifondo e la zolfara; a renderli funzionali l'uno all'altro, e in certo senso a uniformarli, era la comune egemonia su di esse esercitata da un potere dai carattere mafioso, fondato sui privilegi dei più potenti. La vita nella zolfara pare collocarsi ai confini del reale, tra dura quotidianità e allucinata tragedia.
Di Giovanni si unisce alla schiera di grandi autori siciliani che hanno lasciato, tra Otto e Novecento, pagine indimenticabili sulla realtà delle zolfare: da Giovanni Verga a Luigi Pirandello e Pier Maria Rosso di San Secondo, da Vincenzo Navarro a Leonardo Sciascia.
Di Giovanni fu molto legato al felibrismo, il movimento provenzale di cui fu animatore Federico Mistral.
Di Giovanni fu il primo scrittore a scrivere un romanzo in lingua siciliana. Egli pensava che il Verga avrebbe attinto la perfezione suprema se si fosse espresso in siciliano; ciò ci fa comprendere lo spirito che animava il poeta ciancianese, chiarisce la sua convinzione che il mondo degli umili non potesse compiutamente rappresentarsi se non nella loro lingua.
“Bisognava far pane siciliano con farina siciliana”, afferma Di Giovanni, e quindi era necessario far parlare i personaggi nella loro lingua, nella loro lingua, non solo stilizzarli nei loro ritratti con i dati somatici; bisognava farli esprimere attraverso un linguaggio rude, non con una lingua letteraria ma con una lingua che, facendo leva sulle ragioni storiche, economiche, politiche, di quel pezzo di terra, esprimesse realisticamente l'anima più profonda di questi siciliani.
(Giovanni Verga a Luigi Capuana - 1902)

### I romanzi
I due romanzi di Alessio Di Giovanni, La Racina di Sant'Antoni e Lu Saracinu, furono scritti nell'arco di quasi un trentennio.
Pur ambientati entrambi in luoghi religiosi, hanno connotati molto diversi per quanto riguarda l'ambientazione storica e la messa in rilievo dei fenomeni sociali, come la miseria, la mafia, il laicismo e l'anti clericalismo.
- Fra Antuninu, il protagonista di Lu Saracinu, incarna l'individuo siciliano in crisi che sfugge alla miseria e alla malaria vestendo il saio e poi si serve dello stesso abito e della sua posizione per alimentare la sua reale vocazione di avaro e di mafioso. Con Cagnino e Don Caloriu mette su un'organizzazione per espoliare i morti e rivenderne gioielli e indumenti.
- Padre Mansueto, grande appassionato d'arte, è il personaggio principale di La racina di Sant'Antoni. L'opera può senz'altro definirsi un romanzo dell'interiorità, incentrato com'è sulla sofferenza, tutta intima, del protagonista. Il frate è combattuto fra l'obbedienza monastica e la volontà di portare a termine il trittico raffigurante Sant’Antonio nel deserto.

### Francescanesimo
Tutta la produzione di Alessio Di Giovanni è segnata dall'attaccamento per San Francesco e il francescanesimo, che appare evidente in Puvireddu amurusu (1906) e nella traduzione in lingua siciliana de I fioretti di San Francesco (1929).
- Lu puvireddu amurusu, oltre ad essere una lirica narrazione della vita di San Francesco, è un canto d'amore fraterno che ricorda le antiche laudi francescane. Di Giovanni apre il poema esaltando la figura del Santo immerso nell'affascinante ambiente siciliano.

Riguardo all'opera si espresse così Mario Rapisardi:
- La traduzione dialettale de I Fioretti fu stilata in occasione di una visita del poeta ad Assisi e da un colloquio con lo scrittore Giovanni Joergensen.

Riguardo all'opera si espresse così Luigi Russo:

### Voce del Feudo (1938)
L'opera di maggiore rilievo del poeta siciliano è senza dubbio Voce del Feudo.
Si tratta di una raccolta in versi che consta di trentadue componimenti. Come informa lo stesso Di Giovanni, essi assieme ad altri, avrebbero dovuto far parte di un complesso più vasto: A la Campia.
Le liriche più belle e famose sono: Nni la masseria di lu Mavaru, Morti scunsulata, Ritorna amuri e La fava. Di Giovanni descrive con accorata comprensione la dura vita degli zolfatari, vita trascinata con fatica giù nella pirrera (la miniera), là dove anche donne e bambini sono costretti a vivere in condizioni bestiali; e ne descrive le cantine fumose dove, abbrutiti dalla stanchezza, gli zolfatari bevono vino annacquato, storditi dalle parole del Cunta Cunti (cantastorie) assoldato a questo scopo dai padroni delle miniere.
Sono un'agghiacciante testimonianza della reale condizione degli zolfatai siciliani i sonetti: Scinninu a la pirrera, La vita di la surfara e Vennu.
(da Scinninu a la Pirrera)
Traduzione: Scendono in zolfara: Scendono in miniera e ognuno in mano /
porta un lucignolo per la via, / che non per loro ma per le erbe del pianoro / brilla il sole biondo alla campagna. / Scendono in silenzio e quando a mano a mano / scompaiono nel buio / e cominciano a sentirsi soli / pregano San Giuseppe e Maria. / Ma dopo iniziando a lavorare / gridano, imprecando come animali / che lo stesso Signore sembra abbandonarli. / Oh potessero abbandonare allora / quella vita infame, quella vita assassina / come gli animali in fondo ai torrenti.

(Traduzione di Eugenio Giannone)

## Il Teatro
Nel teatro, come già nei suoi romanzi, Di Giovanni non fa altro che rappresentare quegli scenari e quelle situazioni tipiche della società siciliana dell'epoca.
Ecco cosa asserisce Alessio Di Giovanni nella premessa a Teatro Siciliano che occupa i tre drammi della sua vasta produzione letteraria: Scunciuru, Gabriele lu Carusu e L'Ultimi Siciliani, quest'ultimo apparso nel 1915 con il titolo Mora! Mora!.
Scunciuru e Gabriele lu Carusu sono, oltre che drammi della vita, poemi dell'amore, del lavoro e dell'abnegazione, sinfonie dolenti e struggenti della vita campestre e della zolfara, ed il linguaggio che le esprime, il dialetto, è una loro diretta conseguenza.

### Scunciuru (1895)
Scunciuru tratta di un dramma sociale. Nela, delusa dalla vita e dal suo promesso sposo, spinta dall'esasperazione decide di farsi giustizia uccidendo il proprio compagno. I temi toccati sono quelli tipici della società siciliana di fine Ottocento: la gelosia, la superstizione, la patriarcalità e la mafia.

### Gabrieli lu carusu (1910)
L'opera inquadra le precarie condizioni del popolo siciliano di inizio Novecento, che viveva di stenti e nella miseria, e ai rapporti di classe, esemplati in un amore (socialmente impossibile) tra un carusu (Gabriele) e una borghese (donna Faustinedda) amata in ostinato silenzio.

### L'ultimi siciliani (1932)
L'ultimi siciliani è un'opera di sapore risorgimentale, ambientata nel clima arroventato della Sicilia di metà Ottocento. L'azione si svolge a Carini negli anni 1857–1870. Il lavoro si dispiega nei classici tre atti, ognuno dei quali esaurisce un determinato quadro tematico e pone le premesse per il successivo.

## Istituzione Culturale “Alessio Di Giovanni”
L'Istituzione Culturale Alessio Di Giovanni è nata a Cianciana per svolgere attività culturali (mostre-rassegne-premi). L'Istituzione ha le seguenti finalità principali:
- Contribuire direttamente al recupero e al rilancio della figura e dell'opera del poeta, narratore, drammaturgo e folklorista ciancianese;
- Promuovere gli studi critici sull'opera, in tutti i suoi aspetti, sia attraverso un premio per la saggistica che per mezzo di un premio assegnato ad una tesi di laurea dedicata, anche se solo in parte, a Di Giovanni;
- Valorizzare le figure emergenti di giovani autori in campo nazionale;
- Promuovere e valorizzare la ricerca storica delle realtà locali e municipali della Sicilia.

L'istituzione pubblica anche dei Quaderni di studi Digovannei che raccolgono, anche in ristampa, articoli, saggi e studi ormai introvabili sulla figura e sull'opera di Alessio Di Giovanni.

## Le Opere

### Racconti
- Canti popolari agrigentini, Noto, Zammit, 1894.
- 'Ntra l'aira, Catania, 22 novembre 1896.
- Maju sicilianu, Napoli, Chiurazzi, 1896.
- Lu fattu di Bbissana, Napoli, 1900.
- Fattuzzi razziusi, Napoli, 1900.
- A lu passu di Girgenti, Catania, 1902.
- Lu cuntu di lu patruni, Palermo, giugno 1901.
- Nuvoli sacculari, 29 novembre 1903.
- La minnitta, 8 dicembre 1903.
- Ritorno amaru, 20 dicembre 1903.
- Nella Valplàtani, Palermo, 1904.
- Cristu, Palermo, 1906.
- Za Francischedda, Palermo, 3 giugno 1910.
- Nini la dispensa di la zurfara, Palermo, 1910.

### Poemi
- 'Nfernu veru, Napoli, Chiurazzi, 1899.
- Lu puvireddu amurusu, Palermo, 1906.
- Il poema di padre Luca, Palermo-Milano, 1935.

### Poesie
- La seggia cu li vrazza, Palermo, 1911.
- Vènnari di marzu, Palermo, 1911.
- Voci del feudo, Palermo, 1938.

### Romanzi
- La morti di lu Patriarca, Palermo, 1920.
- La racina di Sant'Antoni, Catania, 1939.
- Lu saracinu, Palermo, 1980.

### Articoli
- Storia di una donna, Cronaca siciliana, Terranova di Sicilia, 10 aprile 1889.
- Per un poeta popolare, Illustrazione popolare, Milano, 15 febbraio 1889.
- Na dumanna a Turiddu Mamu, La Patria, 15 settembre 1889.
- L'arte all'Esposizione, Amico del popolo, Palermo, 7 gennaio 1892.
- Per la lampada della Madonna, Corriere di Palermo, Palermo,, luglio 1892.
- L'inventore delle fonografie, La fenice, Girgenti, 4 settembre 1898.
- Su la sacra Verna, Gazzetta di Messina e della Calabria, Messina 26 maggio 1904.
- La settimana santa in Valplatani, gennaio-febbraio 1907.
- La seggia cu li vrazza, Corriere di Sicilia, Palermo, 12 febbraio 1911.
- Vennari di marzo, Corriere di Sicilia, 11 aprile 1911.
- I nostri articoli sul Felibre, Corriere di Sicilia, Palermo, 12 maggio 1911.
- Nel campo dei felibri, Corriere di Sicilia, Palermo, 27 febbraio e segg. 1911.
- Dai felibri, Il Solco, Palermo, gennaio 1912.
- Un prete poeta e un brigante cavalleresco, Corriere di Sicilia, Palermo, 1912.

### Saggi
- Saru Platania e la poesia dialettale in Sicilia, Napoli, 1896.
- Contadini di Valdelsa e villani di Realmonte, Napoli, 1900.
- In Val di Noto, Sicula, Palermo, gennaio-febbraio 1905.
- Il pittore dei costumi di Modica, maggio-giugno 1905.
- La poesia di un solitario, Palermo, Coop. Tip. Siciliana, 1913.
- L'arte di Giovanni Verga, Palermo, 1920.
- Il francescano sogno, Assisi, 1922.
- Il dialetto siciliano nell'opera del Verga, Siciliana, Catania, gennaio 1923.
- Il dialetto e la lingua, Palermo, 1924.
- La modernità dell'ideale francescano, La Tradizione, Palermo, 1928.
- Verga e il felibrige, Studi verghiani, Palermo, 1929.
- Sacerdoti e francescani di Sicilia nell'Epopea garibaldina del 1860, Palermo, 1932.
- La Vita e l'opera di Giovanni Meli, Firenze, 1934.

### Opere teatrali
- Scunciuru, Noto, Orecchia, 1895.
- Gabrieli lu Carusu, Palermo, Maraffa Abate, 1910.
- L'Ultimi Siciliani, Catania, 1932.
- Teatro siciliano, raccolta, Catania, 1932.

### Traduzioni (data della traduzione)
- G. Pascoli, Abbandonato, 3 novembre 1903.
- G. Roumanille, Racconti provenzali, Palermo, 1913.
- T. Aubanel, Le Vergini d'Avignone, Milano, 1914.
- M. Jouveau, Image Flourentin, Avignon, 1921.
- I Fioretti di San Francesco, Palermo, 1926.
- A. Pisaneschi, Le voci della montagna, Pistoia, Grazzini, 1926.
- G. Verdaguer, Il poema si S.Francesco, Assisi, 1927.
- G. Jorgensen, Olivae Fructus, Firenze, 1929.